# Saxifraga heterotricha
Saxifraga heterotricha är en stenbräckeväxtart som beskrevs av Cecil Victor Boley Marquand och Airy Shaw. Saxifraga heterotricha ingår i Bräckesläktet som ingår i familjen stenbräckeväxter. Utöver nominatformen finns också underarten S. h. anadena.